# Archivio Storico Diocesano di Napoli
L'Archivio Storico Diocesano di Napoli (abbreviato con l'acronimo ASDN), con sede presso il Palazzo Arcivescovile di Napoli adiacente al duomo e gestito dall'Arcidiocesi di Napoli, costituisce una delle principali raccolte documentarie di proprietà ecclesiastica d'Italia.

## Storia
Venne istituto a seguito del Concilio di Trento nel 1598 dal cardinale Alfonso Gesualdo.
Successivamente al concordato del 1741 ci fu una riorganizzazione delle carte da parte del cardinale Giuseppe Spinelli.
Solo nel 1842 fu firmato il regolamento per la curia arcivescovile dal cardinale Filippo Giudice Caracciolo.
Nel 1958 si decise di istituire l'archivio in un ambiente autonomo e adeguato, dove poter riunire non solo i documenti provenienti dal governo centrale dell'Arcidiocesi, ma anche gli archivi di istituzioni ed enti ecclesiastici di rilievo. La scelta cadde sui locali del palazzo arcivescovile in Largo Donnaregina, dove la nuova sede fu aperta nel 1962 sotto la sovraintendenza di Aldo Caserta.

## Fondi archivistici
In circa otto chilometri lineari di scaffalatura, oltre al patrimonio pergamenaceo, si trovano:
- Processetti prematrimoniali (dal XVI secolo)
- Acta Civilia
- Acta Criminalia
- Atti del Santo Ufficio
- Atti parrocchiali
- Vicario delle Monache
- Acta Apostolicae Sedis
- Ebdomadari

## Servizi
I cittadini possono usufruire di un'amplia sala studio presso la sede. L'archivio offre diversi servizi come quello di ricerca per corrispondenza, di foto riproduzione e di ricerca online.